# Purno Agitok Sangma

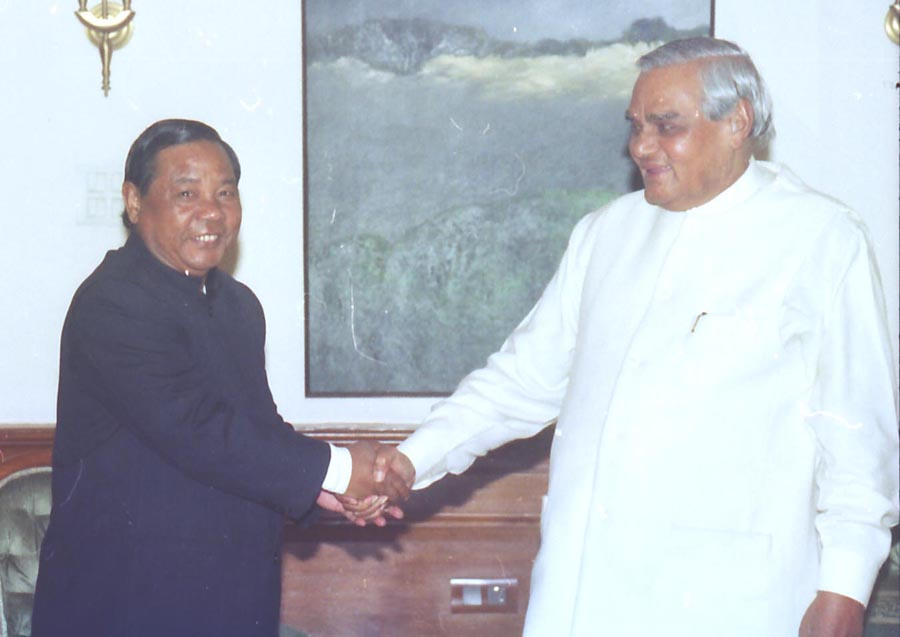
P. A. Sangma (links) mit Premierminister Atal Bihari Vajpayee (2004)

Purno Agitok Sangma (* 1. September 1947 in Chapahati, Garo Hills, Indien; † 4. März 2016 in Neu-Delhi) war ein indischer Politiker aus dem Bundesstaat Meghalaya. Im Laufe seines politischen Lebens war er langjähriger Parlamentsabgeordneter, mehrfacher Minister, Staatssekretär, Chief Minister von Meghalaya 1988–1990, sowie Sprecher (speaker) der Lok Sabha 1996–1998. Bei der Präsidentschaftswahl in Indien 2012 war er Spitzenkandidat der Opposition. 2012 gründete er die National People’s Party und war ihr erster Vorsitzender.

## Biografie

### Herkunft
Purno Agitok Sangma wurde im Nordosten Indiens in den sogenannten Garo Hills (heutiger Distrikt West Garo Hills in Meghalaya) in eine bäuerliche Familie geboren. Sein Vater war Dipchon Ch. Marak und seine Mutter Chimri A. Sangma. Die Familie gehörte dem tibeto-birmanischen Volk der Garo, einem der indigenen Völker Indiens (Adivasi), an. Wie der Großteil der Garo gehörte die Familie zur christlichen Glaubensgemeinschaft in Indien. Zu Sangmas Geburtszeit war Indien gerade einige Monate von der britischen Kolonialherrschaft unabhängig und die Garo Hills wurden später ein autonomer Distrikt des Bundesstaats Assam und gehörten ab 1972 zum neuen Bundesstaat Meghalaya. Der Vater starb, als er 11 Jahre alt war, weswegen er zeitweilig die Schule verlassen und im elterlichen Betrieb mithelfen musste.
Später besuchte er das St. Anthony’s College und studierte an der Dibrugarh University in Assam, wo er den Grad eines Masters (International Relations) erwarb. Zusätzlich erlangte er einen Abschluss in Rechtswissenschaften.

### Politische Laufbahn bis 1988
Ab den 1970er Jahren war Sangma führend politisch in der Kongresspartei aktiv. 1973 bis 1975 bekleidete er verschiedene Funktionen im Pradesh Youth Congress (der lokalen Abteilung der Jugendorganisation der Kongresspartei Indian Youth Congress) in Meghalaya und 1975 bis 1980 amtierte er als Generalsekretär des Pradesh Congress Committee, des örtlichen Leitungsorgan der Kongresspartei in Meghalaya. Bei der gesamtindischen Parlamentswahl 1977 wurde er als Kandidat der Kongresspartei im Wahlkreis 2-Tura in die Lok Sabha gewählt. Diesen Wahlkreis konnte er bei den folgenden Wahlen 1980, 1984, 1991, 1996, 1998, 1999, 2004 und zuletzt 2014 erneut jeweils mit großen Mehrheiten (> 60 %) für sich gewinnen. In den Jahren seiner Tätigkeit als Parlamentsabgeordneter übte er verschiedene Regierungsämter in den Kongresspartei-geführten Regierungen aus. 1980 bis 1982 war er stellvertretender Industrieminister und 1982 bis 1984 stellvertretender Handelsminister im Kabinett Indira Gandhi. Im Kabinett Rajiv Gandhi amtierte er zwischen Januar und März 1985 als stellvertretender Handelsminister, von März bis September 1985 als Staatssekretär für Handel und Versorgung, 1985 bis 1986 als Staatssekretär im Innenministerium und 1986 bis 1988 als Staatssekretär im Ministerium für Arbeit.

### Chief Minister und Oppositionsführer in Meghalaya 1988 bis 1991
1988 legte Sangma sein Abgeordnetenmandat und seine Regierungsämter nieder, um bei der Parlamentswahl in Meghalaya zu kandidieren. Bei der Wahl 1988 wurde die Kongresspartei mit dem Gewinn von 22 der 60 Wahlkreise stärkste Partei. Sangma gewann den Bundesstaatswahlkreis 52-Tura und wurde nach der Wahl Chief Minister an der Spitze einer Koalitionsregierung. Im März 1990 wurde seine Regierung durch eine Regierung unter Brington Buhai Lyngdoh (All Party Hill Leaders’ Conference) abgelöst und Sagma war 1990–1991 Oppositionsführer im Parlament von Meghalaya.

### In der Bundespolitik 1991 bis 1998
Ab 1991 wechselte er wieder als Abgeordneter für den Wahlkreis 2-Tura in die Bundespolitik. Im Kabinett Rao war er 1991–1993 Staatssekretär für Kohle, 1993–1995 Staatssekretär für Arbeit, Februar bis September 1995 Kabinettsminister für Arbeit und 1995–1996 Kabinettsminister für Information und Rundfunk. Er war damit der erste Angehörige eines indigenen Volks (tribal) in der Geschichte Indiens, der einen Kabinettsministerrang bekleidete. Am 23. Mai 1996, nach der Parlamentswahl 1996, die für die Kongresspartei verloren ging und diese in die Opposition verbannte, wurde er mit großer Mehrheit zum Parlamentssprecher (speaker) der Lok Sabha gewählt. Seine Wahl fiel in eine Zeit der starken Zersplitterung des Parteienspektrums und der großen Parteiengegensätze und instabiler Regierungen. Sangma war der erste Adivasi in diesem Amt und in dem Umstand, dass er als Angehöriger der Opposition mit großer überparteilicher Mehrheit gewählt wurde, drückte sich das überparteiliches Ansehen, das er genoss, aus. Wesentlich auf seine Initiative hin hielt das Parlament vom 26. August bis 1. September 1997 eine Sondersitzung zur Feier des 50. Jahrestages der Unabhängigkeit Indiens ab. Er hatte das Amt des Parlamentssprechers bis zum 23. März 1998 inne.

### Dissident der Kongresspartei und die Jahre 1998 bis 2012
In den Jahren 1996 bis 1998 befand sich die Kongresspartei in einer schweren Führungskrise. Seit dem gewaltsamen Tod von Rajiv Gandhi 1991 war sie weitgehend führungslos. Der 1991 bis 1996 amtierende Premierminister P. V. Narasimha Rao galt nur als Kandidat des Übergangs und verlor auch die Parlamentswahl 1996. Seither war unklar, wer die Partei künftig führen werde. Nach der Wahl 1998 einigten sich die Führungsgremien der Partei schließlich darauf, dass die Parteiführung künftig durch Sonia Gandhi, die Witwe Rajiv Gandhis übernommen werden sollte, die sich in den Jahren zuvor lange gegen dieses Amt gesträubt hatte. Diese Entscheidung war in der Kongresspartei jedoch heftig umstritten, da Sonia Gandhi nicht aus Indien stammte, sondern gebürtige Italienerin und Katholikin war. Prominente Kongressparteiangehörige sprachen sich gegen die Übernahme der Parteiführung durch eine „Ausländerin“ aus. Zu den prominentesten Gegnern Sonia Gandhis gehörte neben Sharad Pawar (in Maharashtra) und Tariq Anwar (in Bihar) auch P.A. Sangma in Meghalaya. Am 17. Mai 1999 veröffentlichten die drei einen offenen Brief an die Parteiführung, in dem sie die rhetorische Frage stellten, ob es möglich sei, dass ein Land mit 980 Millionen Einwohnern einen „in Indien geborenen Regierungschef“ wählen könne. Die Kongressparteiführung reagierte am 20. Mai 1999 mit dem Parteiausschluss der drei Verfasser, der zunächst für 6 Jahre befristet war. Als Reaktion darauf gründeten die drei am 25. Mai 1999 eine neue Partei, die Nationalist Congress Party (NCP). Die NCP hatte einen ihrer Schwerpunkte unter anderem in Meghalaya. Bei der Parlamentswahl 1999 wurde Sangma in seinem alten Wahlkreis 2-Tura als NCP-Kandidat wiedergewählt.
Vor der Parlamentswahl 2004 kam es zum Zerwürfnis zwischen Sangma und dem NCP-Parteiführer Sharad Pawar. Parwar strebte eine Wiederannäherung der NCP an die Kongresspartei unter Sonia Gandhi und ein Wahlbündnis mit derselben an (die programmatischen Unterschiede zwischen den beiden Parteien waren gering). Dies wurde von Sangma strikt abgelehnt. Am 15. März 2004 verließ Sangma zusammen mit seinen Anhängern in Meghalaya die NCP und schloss sich dem Trinamool Congress, einer Partei, die unter Führung von Mamata Banerjee 1996 als Abspaltung von der Kongresspartei im benachbarten Westbengalen entstanden war, an, der sich daraufhin in Nationalist Trinamool Congress (NTC) umnannte. Bei der Wahl 2004 wurde er als Kandidat des NTC gewählt. Sangma war damit einer von drei gewählten Abgeordneten des NTC. Im NTC hielt es Sangma jedoch nicht lange. Am 10. Oktober 2005 erklärte er seinen Parteiaustritt und legte gleichzeitig sein Abgeordnetenmandat nieder. In einer Nachwahl am 16. Februar 2006 gewann er erneut seinen Wahlkreis – diesmal wieder als Kandidat der Nationalist Congress Party, der er sich wieder angeschlossen hatte. Am 20. März 2008 gab er erneut sein Abgeordnetenmandat in der Lok Sabha zurück um sich der Regionalpolitik in Meghalaya zu widmen. Zwischen 2008 und 2012 war er Abgeordneter für die NCP im Parlament von Meghalaya.

### Präsidentschaftskandidatur und Gründung der National People’s Party 2012
Vor der Präsidentschaftswahl in Indien 2012 gab es längere Diskussionen um mögliche Kandidaten für das höchste Staatsamt. Die oppositionelle Bharatiya Janata Party (BJP) versuchte, die in der United Progressive Alliance mit der Kongresspartei verbündeten Parteien dazu zu bewegen, einen gemeinsamen Kandidaten anstelle des von der Kongresspartei favorisierten Pranab Mukherjee zu unterstützen. Das Angebot der Unterstützung einer Kandidatur durch die BJP bei der Präsidentschaftswahl wurde an Sangma herangetragen und dieser zeigte sich zur Kandidatur bereit. Dies stieß auf die Ablehnung  der NCP-Parteiführung, die Mukherjee unterstützen wollte und am 20. Juni 2012 erklärte Sangma seinen Austritt aus der NCP. Bei der Präsidentschaftswahl am 19. Juli 2012 wurde Sangma nur von wenigen anderen Parteien außer der BJP unterstützt und erhielt 30,15 % der Stimmen. Sein Gegenkandidat Mukherjee wurde mit 68,12 % gewählt.
Der nunmehr parteilose Sangma schritt am 23. August 2012 zur Gründung einer eigenen Partei, der National People’s Party (NPP), der sich nach ihrer Gründung fast die gesamte lokale Parteiorganisation der NCP im Meghalaya anschloss. Die neue Partei war als Interessenvertretung für die Stammesbevölkerungen in ganz Indien gedacht.
Bei der Parlamentswahl 2014 wurde Sangma ein letztes Mal als Abgeordneter des Wahlkreises 2-Tura in die Lok Sabha gewählt. Am 4. März 2016 verstarb er überraschend im Alter von 68 Jahren an einem Herzinfarkt in Neu-Delhi. Die NPP-Parteiführung übernahm danach sein Sohn Conrad Sangma.
Am 26. Januar 2017 wurde P.A. Sangma postum der Padma Vibhushan, die zweithöchste zivile Auszeichnung Indiens, zuerkannt.

## Privates und Familie
P. A. Sangma war seit dem 6. Juni 1972 mit Soradini K. Sangma verheiratet, mit der er zwei Töchter (Agatha, Christie) und zwei Söhne (Conrad, James) hatte. Drei seiner Kinder wurden politisch aktiv (zunächst in der NCP und dann in der vom Vater gegründeten NPP). Seine Tochter Agatha (* 1980) war von 2008 bis 2014 die zweitjüngste Abgeordnete im indischen Parlament für den Wahlkreis Tura in Meghalaya und zeitweilig (2009–2012) Staatssekretärin im zweiten Kabinett Manmohan Singh. Der Sohn Conrad Sangma ist seit 2018 Chief Minister von Meghalaya. Der andere Sohn, James, ist Abgeordneter im Parlament von Meghalaya.